# Der letzte September
Der letzte September (Originaltitel: The last September) ist ein Roman der anglo-irischen Schriftstellerin Elizabeth Bowen, der erstmals 1929 veröffentlicht wurde. Die deutsche Übersetzung erschien 2002 im Verlag Schöffling & Co. Eine Verfilmung nach einem Drehbuch von John Banville mit Maggie Smith, Michael Gambon und Jane Birkin kam 1999 in die Kinos.

## Handlung
Der Roman spielt im September 1920, der Zeit des Irischen Unabhängigkeitskrieges. Im Zentrum steht das Leben einer aristokratischen Familie der protestantischen Oberschicht auf ihrem Landsitz Danielstown im County Tipperary. Sir Richard Naylor, seine Frau, ihre neunzehnjährige Nichte Lois und ihr Neffe Laurence versuchen, ihr gewohntes Leben weiterzuführen, welches vor allem aus der Pflege einer feudalen Geselligkeit besteht. Verschiedene Gäste, das Ehepaar Montmorency sowie die junge Engländerin Marda Norton besuchen Danielstown, die politischen Umbrüche, die man nach Möglichkeit ignoriert, werden vor allem in der Figur des britischen Leutnants Gerald Lesworth sichtbar, in den sich Lois verliebt. Gerald ist der Prototyp des idealistischen Offiziers, „er glaubte an das Empire“, wie es an einer Stelle heißt. Lois ist  unsicher, sie sehnt sich auf unklare Weise nach Veränderung, fühlt sich dennoch dem Gut Danielstown und der Lebensform, für die das Haus steht, zugehörig. Die Mentalitätsunterschiede zwischen den Engländern und den Anglo-Iren werden in ironischer Weise transparent gemacht. Schließlich stirbt Gerald bei einem Angriff der IRA, Danielstown geht wenige Monate später in Flammen auf.

## Hintergrund
Der Roman trägt deutliche autobiografische Züge. Der Darstellung des Landsitzes Danielstown liegt Bowen's Court zugrunde, das Haus, in dem die Autorin aufgewachsen ist. Im Gegensatz zu Danielstown blieb dieses Haus jedoch im Unabhängigkeitskrieg unbeschädigt, wenngleich es später verkauft und abgerissen wurde. Neben der Beschreibung des „großen Hauses“, das in verschiedener Hinsicht eine Hauptrolle spielt, ist die ungeklärte Frage der nationalen Identität ein wiederkehrendes Motiv: Die Naylors stehen im Abseits, sie ergreifen weder ganz für die englische noch die irische Seite Partei. 

„Bowen's Court hat überlebt - trotzdem habe ich es vor meinem inneren Auge so oft brennen sehen, daß das schreckliche letzte Ereignis im Letzten September realer ist als alles, was ich wirklich erlebt habe.“

## Rezeption
„Innere Vorgänge und einschneidende äußere Geschehnisse finden, wie so oft bei Elizabeth Bowen, in den Landschaftsschilderungen eine kunstvolle Entsprechung. Das Verlöschen einer nicht mehr lebensfähigen Welt hat die Verfasserin mit einer an Cechov erinnernden elegischen Eindringlichkeit beschworen.“

## Ausgaben
- Elizabeth Bowen: The last September. Neuausg. Cape Press, London 1985, ISBN 0-224-02997-5.
- Elizabeth Bowen: Der letzte September. Roman („The last September“). Neuausg. Rowohlt, Reinbek 2004, ISBN 3-499-23636-2 (übersetzt von Sigrid Ruschmeier).